# Visitor
|  | Denne artikel er oprettet af botten Steenthbot ud fra en ekstern database. Den kan derfor have sproglige fejl eller mangler. Denne skabelon kan fjernes efter kontrol af indholdet. |

Visitor er en dansk dokumentarfilm fra 2018 instrueret af Sebastian Cordes.

## Handling
Flygtningekrisen er et ord, der bliver absurd, når man har hørt det nok gange. Og det har de fleste nok. Hvad betyder det? Og hvordan rummer det de lidelser, vi ved at det refererer til, og som vi ikke har et bedre ord for? Sebastian Cordes' film er et forsøg på at besvare disse spørgsmål, bare i billeder. Cordes er en fremmed - en besøgende - på den græske ø Chios, hvor 'krisetegnene' er overalt. 'Visitor' er tættere på fotografi end film, og hvert billede lader sin sum af tegn, forskelle og mulige betydninger stå, til verden uden for billedfeltet bliver synlig for én. Cordes praktiserer 'slow cinema' som en erkendelsesform, men lader samtidig en længere, kontinuerlig tekst - et digt - reflektere over hans egen situation som differentieret outsider og gæst. 'Visitor' er et værk skabt af Cordes alene uden kompromiser, og opridser konturerne af en tragedie, der på én gang er fjern og nær, og som vi fortsat mangler et (billed)sprog for.